# Ivanjska
Ivanjska är ett samhälle i Bosnien och Hercegovina.   Det ligger i entiteten Federationen Bosnien och Hercegovina, i den nordvästra delen av landet, 210 km nordväst om huvudstaden Sarajevo. Ivanjska ligger 203 meter över havet och antalet invånare är 320.
Terrängen runt Ivanjska är kuperad åt nordväst, men åt sydost är den platt.Närmaste större samhälle är Otoka, 5,2 km sydväst om Ivanjska. 
I omgivningarna runt Ivanjska växer i huvudsak lövfällande lövskog. Runt Ivanjska är det ganska tätbefolkat, med 67 invånare per kvadratkilometer.